# Frankie Laine
Frankie Laine születési neve: Francesco Paolo LoVecchio (Chicago, 1913. március 30. – San Diego, 2007. február 6.) olasz származású amerikai énekes volt.

## Életpályája
Frank Lo Vecchio néven született. Apja borbély volt Szicíliában. Az a apa egyik törzsvenndége Al Capone volt. Frankienek nem volt könnyű gyermekkora. Harminc éves kora után fedezte fel egy Los Angeles-i mulatóban Hoagy Carmichael, a Georgia On My Mind szerzője. Aztán rátalált egy régi dalra, (That's My Desire) amivel befutott. Az 1940-1950-es években aratta legnagyobb sikereit. Az I Believe című dala a mai napig a leghosszabb ideig állt a lemezeladási listák első helyén – a brit sikerlistákon. Ő volt az első fehér énekes, aki „fekete hangon” énekelt – tartottál róla. Mások szerint az Elvis Presley volt – ez örökké fájt neki.
Otthonos volt különféle műfajokban, a folkban, a countryban, a gospelben is. Az utolsó csillaga volt a nagy olasz-amerikai énekes nemzedéknek, melyben mellette még Frank Sinatra, Dean Martin, Perry Como volt a legnagyobb sztár. Legismertebb slágerei a That's my Desire és a Jezebel voltak. Pályafutása során 250 millió lemezt adott el. Huszonegyszer volt aranylemezes volt.
Kilencvenhárom éves korában halt meg.

## További információ
- Hivatalos oldal
- Frankie Laine az Internet Movie Database-ben (angolul)
- Frankie Laine a Rotten Tomatoeson (angolul)